# 멕 라이언
멕 라이언(Meg Ryan 메그 라이언[*], 1961년 11월 19일 ~ )은 미국의 배우이다. 1981년 배우의 길을 걷기 시작해 작은 역으로 출연하다, 1982년 CBS 연속극 《애즈 더 월드 턴즈》에 합류하게 된다. 이후 영화 《탑 건》과 《아메리칸 드림》등 작품의 조연으로 출연하며 이름을 알려 나갔다.
1989년 롭 라이너 감독 영화 《해리가 샐리를 만났을 때》의 주연 샐리 앨브라이트 역에 캐스팅 되어 영화가 대성공하면서 대대적인 인기를 구가하게 되었으며 골든 글로브상 후보에도 올랐다. 이후 영화 《시애틀의 잠 못 이루는 밤》, 《프렌치 키스》, 《유브 갓 메일》 등 로맨틱 코미디 장르 작품을 필두로 다수 작품에 출연하면서 1990년대에서 2000년대 초반까지 전 세계적인 스타가 됨과 동시에 로코퀸 계보를 이었다.

## 출연작 목록

### 영화
| 연도 | 제목                     | 원제                     | 배역                       | 비고           |
| ---- | ------------------------ | ------------------------ | -------------------------- | -------------- |
| 1981 | 여인의 계단              | Rich and Famous          | 데비 블레이크              |                |
| 1983 | 아미티빌 3               | Amityville 3-D           | 리사                       |                |
| 1986 | 탑건                     | Top Gun                  | 캐럴 브래드쇼              |                |
| 1986 | 무장과 위험              | Armed and Dangerous      | 매기 캐버노                |                |
| 1987 | 아메리칸 드림            | Promised Land            | 베벌리 사이크스            |                |
| 1987 | 이너스페이스             | Innerspace               | 리디아 맥스웰              |                |
| 1988 | 죽음의 카운트다운        | D.O.A.                   | 시드니 풀러                |                |
| 1988 | 프리시디오               | The Presidio             | 도나 콜드웰                |                |
| 1989 | 해리가 샐리를 만났을 때  | When Harry Met Sally...  | 샐리 올브라이트            |                |
| 1990 | 볼케이노                 | Joe Versus the Volcano   | 디디 / 앤젤리카 / 퍼트리샤 |                |
| 1991 | 도어즈                   | The Doors                | 패멀라 코어슨              |                |
| 1992 | 키스의 전주곡            | Prelude to a Kiss        | 리타 보일                  |                |
| 1993 | 시애틀의 잠 못 이루는 밤 | Sleepless in Seattle     | 애니 리드                  |                |
| 1993 | 악몽                     | Flesh and Bone           | 케이 데이비스              |                |
| 1994 | 남자가 사랑할 때         | When a Man Loves a Woman | 앨리스 그린                |                |
| 1994 | 아이큐                   | I.Q.                     | 캐서린 보이드              |                |
| 1995 | 프렌치 키스              | French Kiss              | 케이트                     |                |
| 1995 | 레스터레이션             | Restoration              | 캐서린                     |                |
| 1996 | 커리지 언더 파이어       | Courage Under Fire       | 캐런 에마 월든             |                |
| 1997 | 애딕티드 러브            | Addicted to Love         | 매기                       |                |
| 1997 | 아나스타샤               | Anastasia                | 아나스타샤 로마노프        | 애니메이션     |
| 1998 | 시티 오브 엔젤           | City of Angels           | 매기 라이스                |                |
| 1998 | 헐리벌리                 | Hurlyburly               | 보니                       |                |
| 1998 | 유브 갓 메일             | You've Got Mail          | 캐슬린 켈리                |                |
| 2000 | 지금은 통화중            | Hanging Up               | 이브 모젤 마크스           |                |
| 2000 | 프루프 오브 라이프       | Proof of Life            | 앨리스 보먼                |                |
| 2001 | 케이트 앤 레오폴드       | Kate & Leopold           | 케이트 매케이              |                |
| 2003 | 인 더 컷                 | In the Cut               | 프래니 에이버리            |                |
| 2004 | 어겐스트 더 로프         | Against the Ropes        | 재키 캘런                  |                |
| 2007 | 여자의 땅 위에서         | In the Land of Women     | 세라 하드윅                |                |
| 2008 | 멕라이언의 프로포즈      | The Deal                 | 디어드리 힘                |                |
| 2008 | 내 엄마의 남자 친구      | My Mom's New Boyfriend   | 마사 듀랜드                |                |
| 2008 | 내 친구의 사생활         | The Women                | 메리 헤인스                |                |
| 2009 | 다시 사랑할 수 있을까?   | Serious Moonlight        | 루이즈                     |                |
| 2015 | 팬 걸                    | Fan Girl                 | 메리 패로                  | TV 영화        |
| 2016 | 이타카                   | Ithaca                   | 케이트 매콜리              | 본인 감독 작품 |

### 텔레비전 드라마
| 연도    | 제목                 | 원제                    | 배역                                | 비고                         |
| ------- | -------------------- | ----------------------- | ----------------------------------- | ---------------------------- |
| 1982    | 애즈 더 월드 턴즈    | As the World Turns      | 베치 스튜어트 몽고메리 앤드로펄러스 | 주연                         |
| 1982    |                      | ABC Afterschool Special | 데니즈                              | "Amy and the Angel" 에피소드 |
| 1982    |                      | One of the Boys         | 제인                                | 조연                         |
| 1984-85 | 찰스 인 차지         | Charles in Charge       | 메건 하퍼                           |                              |
| 1985    | 와일드사이드         | Wildside                | 캘리 오크스                         | 6회분 출연                   |
| 2009    | 커브 유어 엔수지애즘 | Curb Your Enthusiasm    | 본인                                | "The Reunion" 에피소드       |
| 2011-13 | 웹 테라피            | Web Therapy             | 캐런 샤프                           | 5회분 출연                   |